# 黑颈鸬鹚
黑颈鸬鹚（学名：Phalacrocorax niger）为鸬鹚科鸬鹚属的鸟类，俗名小鸬鹚。分布于自加里曼丹、爪哇岛、印度、孟加拉国、中南半岛以及中国大陆的云南等地，多生活于低地的淡水区、包括湖泊、池塘、江河、沼泽地及稻田等以及亦见于沿海地带及河口、红树林间。该物种的模式产地在孟加拉国。
其种加词“niger”意为“黑色的”。

## 保护
- 中国国家重点保护动物等级：二级